# Saint-Léonard (Ille-et-Vilaine)
Pour les articles homonymes, voir Saint-Léonard.
La paroisse de Saint-Léonard faisait partie du doyenné de Dol relevant de l'évêché de Dol et était sous le vocable de saint-Léonard.
- 1790 : érigée en commune
- 18 floréal an II (7 mai 1794) : absorbée par la commune d'Epiniac